# 滇桐
滇桐（学名：Craigia yunnanensis）为椴树科滇桐属下的一个种。种加词 yunnanensis 意为“云南的”。